# Alfred von Königsegg-Aulendorf
Alfred Joseph comte von Königsegg-Aulendorf (né le 30 juin 1817 au château d'Aulendorf (de), mort le 27 octobre 1898 à Vienne) est un major-général autrichien et Oberhofmeister de l'impératrice Élisabeth en Bavière.

## Biographie
Le comte Alfred appartient à la famille noble de Souabe, les Königsegg, qui fait partie du Standesherr du royaume de Wurtemberg. Il est le fils du magnat hongrois Franz Xaver Karl Alois von Königsegg-Aulendorf et de son épouse hongroise Maria Anna Josepha comtesse Károlyi de Nagykároly.
En 1851, il est adjudant en tant que Rittmeister du 4e régiment de dragons d'Autriche-Hongrie. En 1854, il devient aide de camp de François-Joseph.
Il épouse le 15 avril 1857 Pauline comtesse de Bellegarde, la fille d'Auguste de Bellegarde (de) et de son épouse Julie von Gudenus. Pauline est la petite-fille du général autrichien Heinrich Johann de Bellegarde. Elle devient juste après la dame de compagnie de l'impératrice Élisabeth. Malgré l'opposition de la cour, l'impératrice nomme en 1862 Alfred  et Pauline von Königsegg Obersthofmeisters. En 1883, après la mort de son frère aîné Gustav, il fait son entrée dans les États de Wurtemberg (de), où il ne se rendra jamais. Après sa mort, son fils Franz Xaver lui succède.